# Rameau de pistonnement
Un rameau de pistonnement est un tunnel secondaire qui permet à l'air de circuler et ainsi de ne pas freiner les véhicules qui passent dans le tunnel principal.
Ce type d'ajout n'est nécessaire que lorsque le tunnel est petit, à une seule voie et qu'il ne peut pas avoir de cheminées d'aération. C'est donc une construction très spécifique, utilisée en particulier pour le tunnel sous la Manche qui est enfoui à 50 mètres sous le niveau de la mer.

## Problème
Une voiture ou un train déplace un certain volume d'air lorsqu'il avance. Cet air a beaucoup de place pour se compresser ou s'écouler au passage d'une voiture dans un tunnel routier, ou dans un tunnel ferroviaire à double voie.
Dans le cas d'un tunnel ferroviaire à voie unique et sans aération, le train (étant presque aussi large que le tunnel) agit comme un piston. L'air ainsi compressé ralentirait fortement un tel train.

## Solution pour le tunnel sous la Manche
Le tunnel sous la Manche est en fait composé de deux tubes (un pour chaque sens de circulation). Pour des raisons techniques et de coût, chaque tube a été construit avec le plus petit diamètre possible. De plus, il passe à 50 mètres sous le niveau de la mer, il n'est donc pas possible de creuser des cheminées d'aération. Enfin, les navettes sont très longues (800 mètres), le volume d'air déplacé est donc très important.
187 rameaux de pistonnement d’un diamètre de 2 mètres ont été percés, ils relient entre eux tous les 250 mètres les deux tunnels ferroviaires. Ils sont munis à chaque extrémité d’un clapet automatique afin d’empêcher la circulation de l’air d’un tunnel à l’autre pendant certaines conditions d’exploitation. Les rameaux permettent d’assurer un dégagement du pistonnement de la vague de pression et la réduit considérablement lorsque l’air est poussé dans l’autre tunnel et peut donc passer plus facilement dans la zone de basse pression à l’arrière de la navette par l’intermédiaire de l’autre tunnel ferroviaire.
Le nombre de rameaux a été calculé en fonction du coût de construction et les économies d’énergie réalisées grâce à la réduction de la force de friction.